# پومپئو فابرا
پومپئو فابرا ئی پوچ (انگلیسی: Pompeu Fabra i Poch; تلفظ کاتالان: [pumˈpɛw ˈfaβɾə]؛ ۲۰ فوریهٔ ۱۸۶۸ گروسیا، بارسلونا – ۲۵ دسامبر ۱۹۴۸پرادا د کانفلنت) دستور زبان، مهندس، شیمی‌دان، استاد دانشگاه و نویسنده اهل اسپانیا بود. او پدیدآورنده اصلی اصلاح زبان معیار امروز زبان کاتالان بود.